# Berta García Faet
Berta García Faet (València, 1988) és una escriptora, poeta i traductora valenciana.
Llicenciada en Ciències Polítiques (2011) i Humanitats (2013), estudià tres anys de la carrera d'Economia (2012). Té un màster en Political Philosophy per la Universitat Pompeu Fabra de Barcelona, i un altre en Literatura Espanyola i Llatinoamericana al City College de Nova York (CUNY). Actualment, realitza el doctorat en Hispanic Studies a la nord-americana Brown University. Ha viscut a Nova York, Barcelona, Madrid, Nantes i Boston, i ha rebut les beques Sydney and Hellen Jacoff Scholarship l'any 2015, i Isaías Lerner Memorial Scholarship l'any 2014, així com la beca CCNY/Stanford Summer Research Program per estudiar a Universitat Stanford durant l'estiu de 2014.
García Faet és autora de diversos llibres de poesia: Manojo de abominaciones (2008), Night club para alumnas aplicadas (2009), Fresa y herida (2011) que va rebre Premi Nacional de Poesia Antonio González de Lama el 2010, Introducción a todo (2011), La edad de merecer (2015) traduït a l'anglès per Kelsi Vanada amb el títol de The Eligible Age (2018) i Los salmos fosforitos (2017), guardonat amb el Premi Nacional de Poesia Jove Miguel Hernández 2018. També ha escrit quatre poemaris més, reunits a Corazón tradicionalista: Poesía 2008-2011 (2017). Com a traductora, ha traduït ‘Aquest amor que no és u’ / ‘Este amor que no es uno’, de Blanca Llum Vidal (2018) i ‘Todos los ruiditos: antología de poesía Alt Lit’ (2018).

## Reconeixements[5]
- XIIIè Certamen de Teatro Mínimo Rafael Guerrero (2011)
- Premi Nacional de Poesia “Antonio González de Lama” (2010)
- Vè Premi de Poesia Jove “Pablo García Baena” (ex aequo) (2010)
- VIIè Premi Nacional de Poesia “Ciega de Manzanares” (2008)
- XVIè Premi de Poesia "Ana de Valle" (2007)
- Primer Premi del Certamen “IX Cuento contigo: nuevas voces jóvenes 2006” (2006)